# Psychotria grandistipula
Psychotria grandistipula är en måreväxtart som beskrevs av Elmer Drew Merrill. Psychotria grandistipula ingår i släktet Psychotria och familjen måreväxter. Inga underarter finns listade i Catalogue of Life.